# Emily Grossman
Emily Grossman (nacida el 7 de julio de 1978) es una comunicadora y popularizadora científica, fue una experta residente en The Alan Titchmarsh Show y ha sido panelista en el programa de televisión de Sky1, Duck Quacks Don't Echo. Tiene un doctorado en investigación del cáncer, con experiencia en biología molecular y genética. Ha organizado eventos y ha impartido conferencias en varias instituciones, entre ellas la Royal Academy, Royal Statistical Society, Royal College of Physicians en Edimburgo, Escocia y varios museos, tanto sobre temas científicos como por abogar por el fomento de la mujer en la ciencia. Mientras trabajaba en el Instituto Paterson para la Investigación del Cáncer, descubrió una nueva molécula.

## Biografía
Grossman tiene un título de primera clase en ciencias naturales del Queens 'College, Cambridge y un doctorado de la Universidad de Mánchester. Su padre es un profesor de endocrinología y su madre es escritora de viajes y televisión. Sus padres se divorciaron cuando tenía cuatro años; ella dijo que ese evento hizo que se interesara mucho en su trabajo escolar, el cual disfrutó. Inicialmente tenía la intención de ser una física, pero se convenció de que no era tan buena como sus compañeros de clases, y posteriormente, se cambió a la biología. Más tarde descubrió que, de hecho, fue tan buena como sus compañeros en los exámenes de física, y reflexionó sobre que habría hecho algo diferente si hubiera tenido un modelo femenino o un estímulo para permanecer en la física en ese momento.
En 2017, fue nombrada una de las embajadoras honorarias del CTIM en los Premios Inspiración CTIM, por defender la educación científica y ser modelo para jóvenes interesados en carreras relacionadas.
Tomó la decisión de congelar algunos de sus óvulos, conservandolos para cuando quiera tener una familia. Aboga por que las mujeres que están considerando hacerse el procedimiento lo hagan antes de los treinta y tantos años, ya que la tasa de éxito de los óvulos más jóvenes es mayor.

## Controversia
Tras la controversia relacionada con una declaración hecha el 8 de junio de 2015 por el bioquímico y fisiólogo molecular Tim Hunt sobre las mujeres al decir "cuando las críticas, lloran", Grossman dijo: "Necesitamos desesperadamente animar a más chicas a las carreras científicas, y la preocupación es que esto podría desanimarlas". Después de hablar en varias fuentes de medios sobre este tema, incluido un debate con Milo Yiannopoulos en Sky News, se convirtió en objeto de numerosos comentarios sexistas en Twitter y YouTube.